# Gedeelde psychotische stoornis
Gedeelde psychotische stoornis, inductiepsychose, folie à deux of geïnduceerde waanstoornis is een psychische aandoening. De aandoening ontstaat bij mensen die een relatie hebben of nauwe banden onderhouden met iemand die al psychotische symptomen vertoont waarbij wanen op de voorgrond treden. Deze laatste, doorgaans dominante persoon wordt de primaire casus of inductor genoemd. Het voorkomen van gedeelde hallucinaties is zeldzaam, maar niet onbekend.
Kenmerkend is dat de patiënt de waan van de inductor overneemt, solidair is of meent gelijksoortige schade te ondervinden. Als de inductor bijvoorbeeld zonder reden vermoedt bespioneerd of afgeluisterd te worden, ontwikkelt de GPS-patiënt geleidelijk soortgelijke denkbeelden. In het DSM-IV Casebook wordt een primaire casus beschreven van een man die leed aan jaloersheidswaan en zijn vrouw van ontrouw betichtte. De vrouw raakte ervan overtuigd dat dit waar was, maar kon zich de meeste gevallen niet herinneren. Ze klaagde bij haar arts dus over geheugenverlies. Na onderzoek bleek dat de gevallen die zij zich wel kon herinneren in werkelijkheid gebeurd waren, maar dat haar schuldgevoel en overtuiging een slechte vrouw te zijn in meerderheid het gevolg van gedeelde psychotische stoornis waren.
Gedeelde psychotische stoornis komt het meest voor in relaties van twee personen, maar kan bijvoorbeeld ook in gezinssituaties optreden. Als het contact met de inductor wordt verbroken, verdwijnen de symptomen doorgaans.
Aangenomen wordt dat de stoornis iets vaker bij vrouwen voorkomt, maar er zijn nog weinig onderzoeksresultaten beschikbaar.